# 1701
1701 (MDCCI) byl nepřestupný rok, který dle gregoriánského kalendáře započal sobotou. Podle starého juliánského kalendáře započal až v pátek 14. ledna. 
Podle islámského kalendáře nastal dne 8. června rok 1113. Podle židovského kalendáře se přelomily roky 5460 a 5461. 

## Události
- 18. leden – Zanikla personální unie Braniborsko-Prusko a vzniklo Pruské království. Fridrich I. se stal králem.
- 18. února – Filip V. Španělský se ujal vlády nad Španělskem.
- 26. února – Rusko a Polsko-litevská unie uzavřeli v Biržai alianci proti Švédsku v severní válce.
- 9. července – V bitvě u Capri zvítězila habsburská armáda nad francouzskou.
- srpen – Představitelé Nové Francie a indiánských kmenů uzavřeli Velký montréalský mír a ukončili bobří války.
- 1. září – V bitvě u Chiari porazila habsburská vojska pod vedením Evžena Savojského francouzskou armádu.
- 9. října – V Britské Americe na území dnešního státu Connecticut byla založena Yaleova univerzita.
- Prusko získává město Královec (Königsberg) – dnešní Kaliningrad.
- Začala válka o španělské dědictví.
- Anglický parlament přijal zákon o nástupnictví.
- Anglický fyzik Isaac Newton navrhl teplotní stupnici. Svou stupnici navrhl i dánský matematik Ole Rømer.
- Papež Klement XI. založil v Římě Papežskou církevní akademii.

### Probíhající události
- 1700–1721 – Severní válka
- 1701–1714 – Válka o španělské dědictví

## Narození

### Česko
- 27. března – Adam Hynek Berchtold z Uherčic, šlechtic († 1786)
- 30. dubna – Jan Ignác Angermayr, skladatel a houslista († 23. února 1732)
- 29. srpna – Felix Antonín Scheffler, malíř bavorského původu († 10. ledna 1761)

### Svět

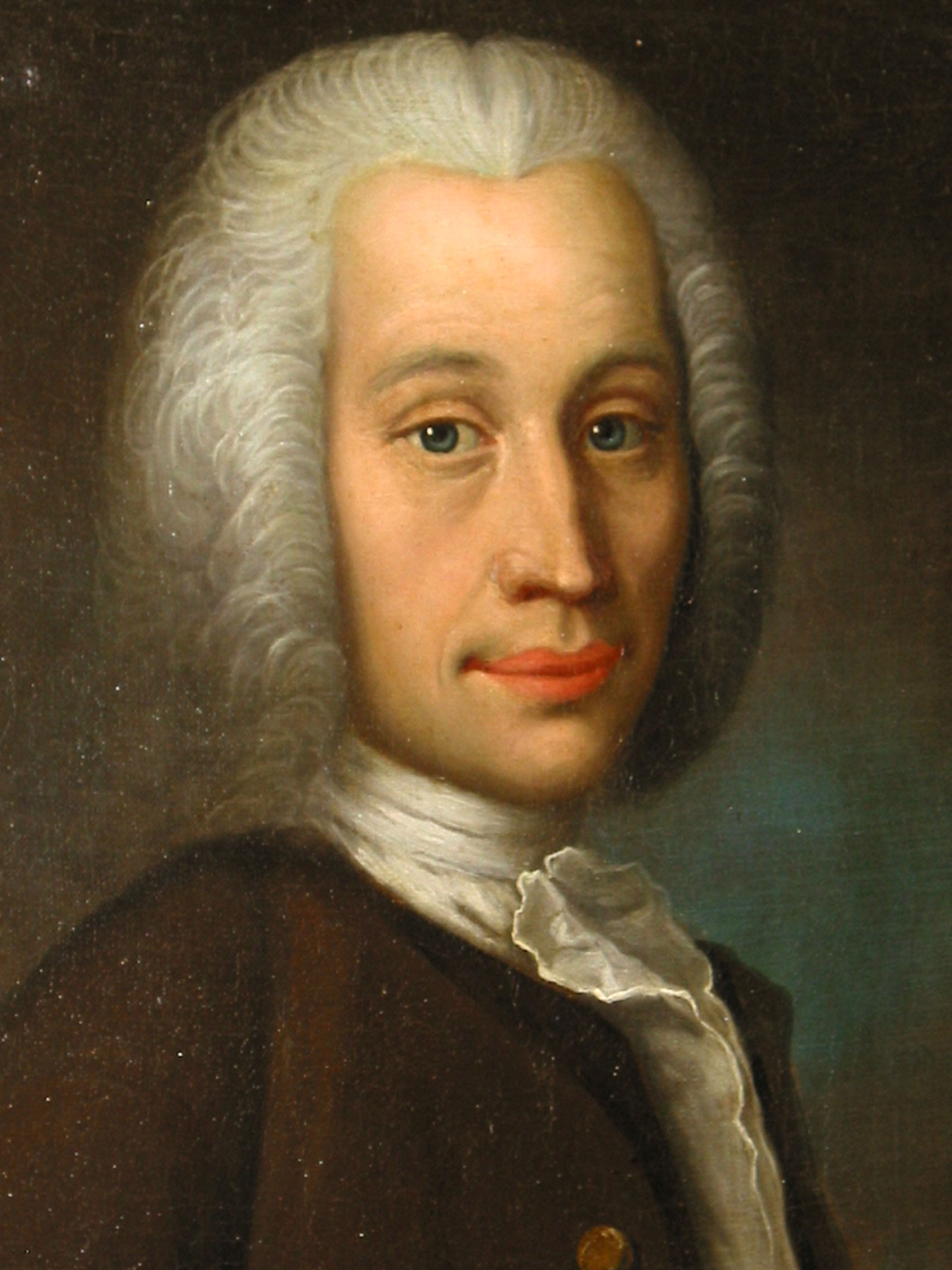
Anders Celsius (* 27. listopadu)

- 17. ledna – Antoine Gautier de Montdorge, francouzský dramatik a libretista († 24. října 1768)
- 27. ledna – Johann Nikolaus von Hontheim, německý katolický biskup († 2. září 1790)
- 28. ledna – Charles Marie de La Condamine, francouzský cestovatel a geograf († 4. února 1774)
- 1. února – Johan Agrell, švédský skladatel a kapelník († 19. ledna 1765)
- 15. března – John Carmichael, 3. hrabě z Hyndfordu, britský diplomat a skotský šlechtic († 19. července 1767)
- 27. dubna – Karel Emanuel III. Sardinsko-Piemontský, savojský vévoda a sardinský král († 20. února 1773)
- 18. května – Charles Lennox, 2. vévoda z Richmondu, britský generál a vnuk krále Karla II. († 8. srpna 1750)
- 9. července – Jean-Fréderic Phélypeaux de Maurepas, francouzský státník z úřednické šlechty († 21. listopadu 1781)
- 28. července – Giacomo Sellitto, italský skladatel († 20. listopadu 1763)
- 22. září – Anna Magdalena Bachová, německá zpěvačka († 22. února 1760)
- 15. října
  - Ludvík Karel, hrabě z Eu, vnuk francouzského krále Ludvíka XIV. a jeho milenky Madame de Montespan († 13. července 1775)
  - Marie-Marguerite d'Youville, kanadská řeholnice a světice († 1771)
- 22. října – Marie Amálie Habsburská, česká královna a římská císařovna († 11. prosince 1756)
- 5. listopadu – Pietro Longhi, benátský malíř († 8. května 1785)
- 27. listopadu – Anders Celsius, švédský astronom a fyzik († 25. dubna 1744)
- 17. prosince – Ignác z Láconi, sardinský kapucín a světec († 11. května 1781)
- neznámé datum
  - Dmitrij Jakovlevič Laptěv, ruský polárník a cestovatel († 31. ledna 1771)
  - Wu Ťing-c’, čínský spisovatel († 12. prosince 1754)
  - Emetullah Sultan, osmanská princezna a dcera sultána Mustafy II. († 19. dubna 1727)

## Úmrtí

### Česko
- 10. ledna – Jan Ignác Dlouhoveský z Dlouhé Vsi, spisovatel (* 6. února 1638)
- 12. ledna – Abrahám Leuthner, barokní stavitel (* asi 1640)
- 25. března – Jan Maxmilián Ondřej z Thun-Hohensteinu, šlechtic a hrabě (* 1. prosince 1673)
- 7. srpna – Maxmilián Thun-Hohenstein, císařský diplomat (* 19. srpna 1638)
- 2. září – Jan Jakub z Thun-Hohensteinu, česko-tyrolský šlechtic (* 1640)
- 8. září – Matěj Aleš Ungar, opatem cisterciáckého kláštera Zlatá Koruna (* 22. února 1622)
- 18. září – Bohumír Kapoun ze Svojkova, 4. biskup královéhradecký (* 16. února 1636)
- 30. září – Ferdinand Ludvík Libštejnský z Kolovrat, šlechtic a císařský komorník (* 12. prosince 1621)
- 16. října – Jan Jakub Weingarten, právník (* 1629)
- 26. prosince – Christian Dittmann, německo-český malíř, rytec a kreslíř (* kolem 1639)
- neznámé datum – Vít Žárek, františkán a kazatel

### Svět

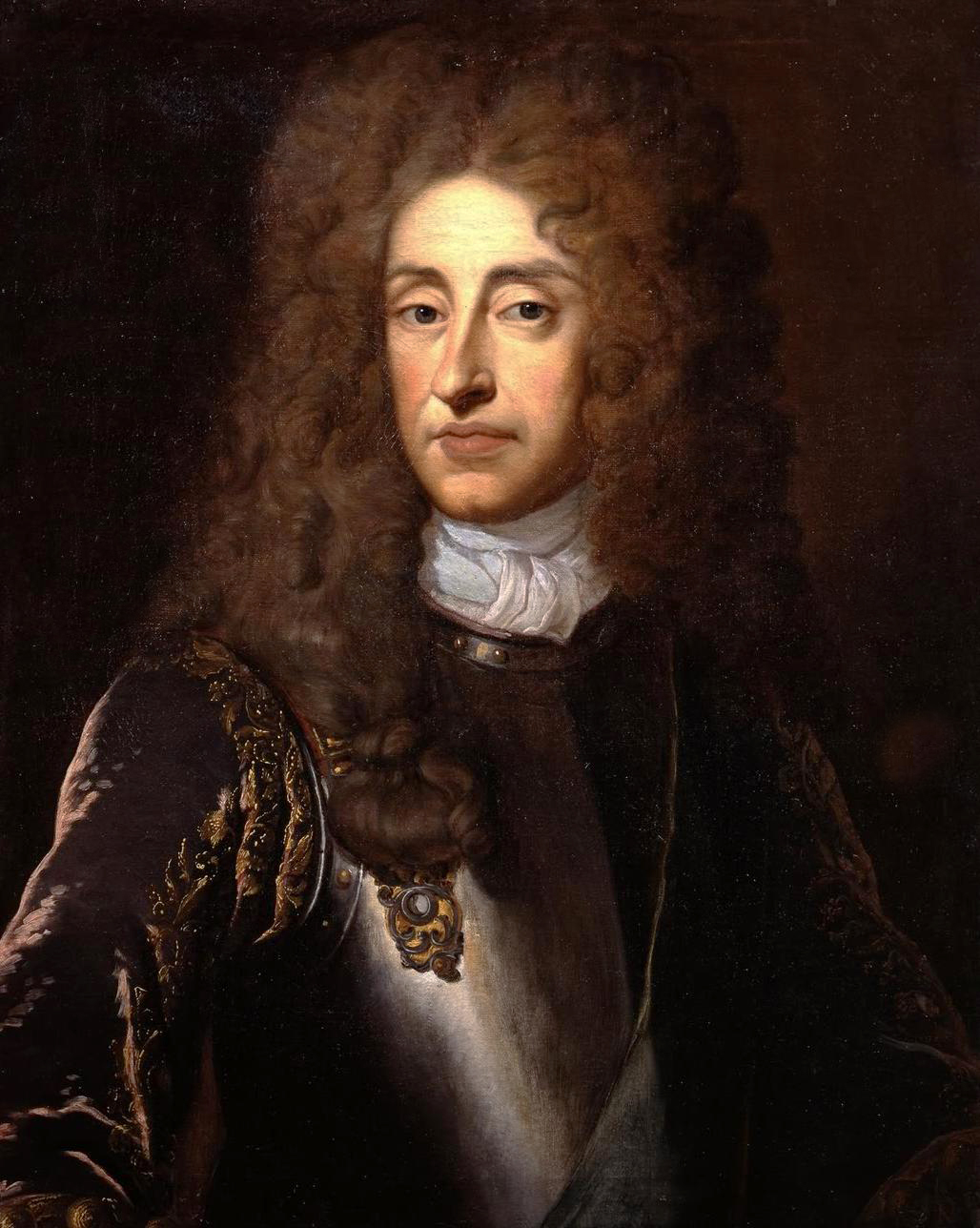
Jakub II. Stuart († 16. září)

- 4. ledna – Ernst Rüdiger von Starhemberg, rakouský polní maršál (* 12. ledna 1638)
- 6. ledna – Toussaint Rose, francouzský právník (* 3. listopadu 1611)
- 14. ledna – Tokugawa Mitsukuni, japonský válečník (* 11. července 1628)
- 18. února – Gian Domenico Partenio, italský zpěvák, kněz a hudební skladatel (* 5. června 1633)
- 10. března – Johann Schelle, německý hudební skladatel (* 6. září 1648)
- 19. března – John Egerton, 3. hrabě z Bridgewateru, anglický šlechtic (* 9. listopadu 1646)
- 28. března – Domenico Guidi, italský barokní sochař (* 6. června 1625)
- 12. května – Ottavio Mosto, italský barokní sochař (* 1659)
- 23. května – William Kidd, skotský pirát (* asi 1645)
- 2. června – Madeleine de Scudéry, francouzská spisovatelka (* 15. listopadu 1607)
- 9. června – Filip I. Orleánský, druhorozený syn francouzského krále Ludvíka XIII. (* 21. září 1640)
- 29. června – Pieter Mulier mladší, nizozemský malíř krajinář (* 1637)
- 17. července – Giulio Cesare Arresti, italský varhaník a hudební skladatel (* 26. února 1619)
- 2. srpna – Kondiaronk, náčelník Huronů (* cca 1640–1649)
- 16. září – Jakub II. Stuart, král Anglie, Skotska a Irska (* 14. října 1633)
- 17. září – Stanisław Papczyński, polský zakladatel Kongregace kněží mariánů (* 18. května 1631)
- 1. prosince – Marie Benigna Sasko-Lauenburská, německá knížecí princezna (* 10. července 1635)
- 12. prosince – Žofie Czarnkowská, polská šlechtična (* 12. března 1660)
- neznámé datum
  - Afanasij Ivanovič Bejton, ruský důstojník pruského původu
  - Pengcun, mandžuský vojevůdce
  - Sabsu, mandžuský vojevůdce

## Hlavy států
- Anglie – Vilém III. (1694–1702)
- Dánsko-Norsko – Frederik IV. (1699–1730)
- Francie – Ludvík XIV. (1643–1715)
- Habsburská monarchie – Leopold I. (1657–1705)
- Osmanská říše – Mustafa II. (1695–1703)
- Polsko – August II. (1697–1704)
- Portugalsko – Petr II. (1683–1706)
- Prusko – Fridrich I. (1688–1713)
- Rusko – Petr I. (1682–1725)
- Španělsko – Filip V. (1700–1724)
- Švédsko – Karel XII. (1697–1718)
- Papež – Klement XI. (1700–1721)
- Japonsko – Higašijama (1687–1709)
- Perská říše – Husajn Šáh (1694–1722)